# Gobernador Lanusse
Colonia Gobernador Juan José Lanusse o Gobernador Lanusse es una localidad argentina ubicada en el departamento Iguazú de la Provincia de Misiones. Depende administrativamente del municipio de Wanda, de cuyo centro urbano dista unos 38 km. Se halla recostada sobre la sierra Morena, entre los arroyos Grande y Tirica.
En 1991 se censaron 67 personas, pero en 2001 su población se consideró rural dispersa.

## Vías de acceso
Su principal vía de acceso es la Ruta Provincial 277, que la comunica al norte con la Ruta Provincial 19 y desde allí con Wanda al oeste y Comandante Andresito al nordeste.

## Toponimia
Debe su nombre a Juan José Lanusse, gobernador del Territorio Nacional de Misiones.

## Historia
La colonia nació de la mano de la empresa La Colonizadora del Norte, que se encargó de vender entre ciudadanos polacos las tierras de esta zona y de Wanda, quienes se sumaron a otros individuos de la misma nacionalidad que habían llegado por cuenta propia, más criollos que se dedicaban a la extracción de madera. Colonia Lanusse comenzó a ocuparse una vez que se agotaron los lotes en Wanda, y sus nuevos inquilinos se hicieron cargo además de la tierra de útiles de trabajo, animales, semillas, madera labrada para la construcción de las casas entre otros.
Sus primeros pobladores Casimiro Ulanowicz y los hermanos Nasilowski, quienes se instalaron  en 1937, a quienes siguieron otros compatriotas hasta conformar unas 58 familias. En sus primeras noches los colonos dueños dormían en una construcción de madera denominada Hotel de Inmigrantes. Si bien pronto comenzaron con el cultivo de poroto, maíz y mandioca, dependían del almacén de la empresa para otros menesteres como harina, aceite y sal.
Antes del arribo del primer médico en 1945 los colonos debían trasladarse a Puerto Bemberg o Puerto Esperanza. Al año siguiente se inauguró el templo católico, y en 1947 el puesto de Gendarmería. La principal producción correspondía a tung, tabaco y madera. En 1953 el crecimiento de la colonia motivó la instalación de un cine y la creación de un club donde se centralizaron las actividades sociales y deportivas. La escuela recién llegaría en 1970, teniendo en su matrícula 47 alumnos.
Pero el crecimiento se detendría pronto ante la falta de caminos adecuados, con los que sí contaba Wanda. Las empresas madereras y agrícolas se trasladaron y con ellas muchos colonos. A comienzos del siglo XXI solamente permanecen unos 100 colonos, y la escuela a la que asisten 15 alumnos, un puesto de salud, un almacén y el templo católico donde se oficia misa 2 veces al mes. Ya no cuenta con puesto de Gendarmería, y el principal movimiento lo constituyen las maquinarias de la empresa forestal Alto Paraná, que cuenta con más de 200 mil hectáreas en la Provincia de Misiones.